# 徐居正
徐居正（韓語：서거정，1420年—1492年），字刚仲，号四佳亭，朝鲜王朝文臣，地理学家及历史学家，辞章派代表人物:760:677。諡文忠。
徐居正出生于今韩国大邱市，牧使徐弥性之子，硕学阳村权近外孙。他自幼被誉为神童。1444年文科及第，1456年拨英试状元，历任集贤殿博士、副修撰、左赞成，并在朝鲜王朝第一次兼任弘文馆和艺文馆大提学。他曾五次进入宫闱，管理经幄45年，掌管文衡23年，执撑科举考试23年。:760:677
徐居正著作很多，留有《四佳集》三十卷、《东人诗话》二卷、《笔苑杂记》二卷，以及《太平闲话滑稽传》四卷。其中《东人诗话》是朝鲜文学史上首部以诗话命名的诗话专集，《太平闲话滑稽传》是朝鲜文学史上最早出现的独立笑话集。此外，他还参与了《东文选》、《东国舆地胜览》和《东国通鉴》等的编纂。其中，他组织编纂的《东文选》收录了新罗至朝鲜肃宗时期的朝鲜优秀文学作品，是朝鲜文学的珍贵典籍。:760

## 诗作
徐居正为庆祝成宗即位而作的应制诗《七月诞辰贺礼作》是他“官府题咏”中的代表作：:678
|  | 诞辰陈贺柴宸朝，稽颡遥迟拜赫袍。金瓮初开千日酒，玉盘齐献万年桃。奇逢韦际云龙会，霈泽深涵雨露饶。醉饱小臣赓大雅，更伸华祝颂唐尧。 |

徐居正也作有同情农民，反感富人奢侈生活的诗作比如五律《苦雨叹》：:679-680
|  | 苦雨生白发，一滴生一白。半为忧民生，半为破茅屋。破屋尚可补，民死那可赎？朝来捻青镜，捻白增太息。 |